# Hemistola rubrimargo
Hemistola rubrimargo es una especie de polillas perteneciente a la familia Geometridae, descrita por primera vez por el lepidopterólogo inglés William Warren en 1893 y distribución en India.

## Descripción
Es una polilla mediana, con una envergadura de 30 milímetros (1,2 plg). Las alas anteriores son de color verde azulado pálido, con una costa más pálida, ligeramente ocre, con manchas rojizas, y el borde extremo rojo, flecos blancos. Cuenta con una línea basal roja distintiva, interrumpida por un punto blanco al final de cada vena, y con sus ápices rojizos, Las líneas transversales son blancas. Las alas posteriores similares a las anteriores, pero con la primera línea apenas pronunciada. La cabeza, tórax, antenas, abdomen y patas son de color ocre opaco. La parte inferior del ala es blanco azulada pálida, con la base de la costa rojiza.

### Especies similares
Tiene gran parecido con otras especies Hemistola a tal grado que se consideraba una aberración de ellas, especialmente H. loxiaria, pero con las marcas celulares en las alas casi enteramente obsoletas. Como el término del ala trasera no muestra la leve curvatura que, en una inspección cuidadosa, es discernible en ortas especies y la línea del ala delantera es menos fina, no crenulada y está ubicada más distalmente, es considerada especie separada.